# Lista de filmes portugueses de 1952
Lista de filmes portugueses de longa-metragem lançados comercialmente em Portugal em 1952, nas salas de cinema.
Notas: Na secção coprodução, passando o cursor sobre a bandeira aparecerá o nome do país correspondente.
| # | Filme                  | Realização           | Género         | Estreia        | Coprodução |
| - | ---------------------- | -------------------- | -------------- | -------------- | ---------- |
| 1 | Eram Duzentos Irmãos   | Armando Vieira Pinto | Drama, comédia | 20 de março    | —          |
| 2 | A Garça e a Serpente   | Arthur Duarte        | Drama          | 27 de maio     | —          |
| 3 | Justiça do Céu         | Víctor Manuel        | Drama          | 4 de agosto    | —          |
| 4 | Nazaré                 | Manuel Guimarães     | Drama          | 12 de dezembro | —          |
| 5 | Madragoa               | Perdigão Queiroga    | Drama, musical | 11 de janeiro  | —          |
| 6 | Um Marido Solteiro     | Fernando Garcia      | Comédia        | 24 de janeiro  | —          |
| 7 | Saltimbancos           | Manuel Guimarães     | Drama          | 25 de janeiro  | —          |
| 8 | Os Três da Vida Airada | Perdigão Queiroga    | Comédia        | 21 de agosto   | —          |